# Rue Santeuil (Paris)
Pour les articles homonymes, voir Rue Santeuil.
La rue Santeuil, parfois dénommée de manière inexacte rue de Santeuil, est une voie située dans le quartier du Jardin-des-Plantes du 5e arrondissement de Paris.

## Situation et accès
La rue Santeuil est desservie à proximité par la ligne 7 à la station Censier-Daubenton.

## Origine du nom
Cette rue doit son nom au chanoine de l'abbaye Saint-Victor et poète Jean-Baptiste Santeuil (1630-1697).

## Historique
Cette voie, ouverte par un décret du 8 avril 1863 sur une partie de l'emplacement de l'ancien hôpital des Cent-Filles, prend sa dénomination actuelle par un arrêté du 2 mars 1867.

## Bâtiments remarquables et lieux de mémoire

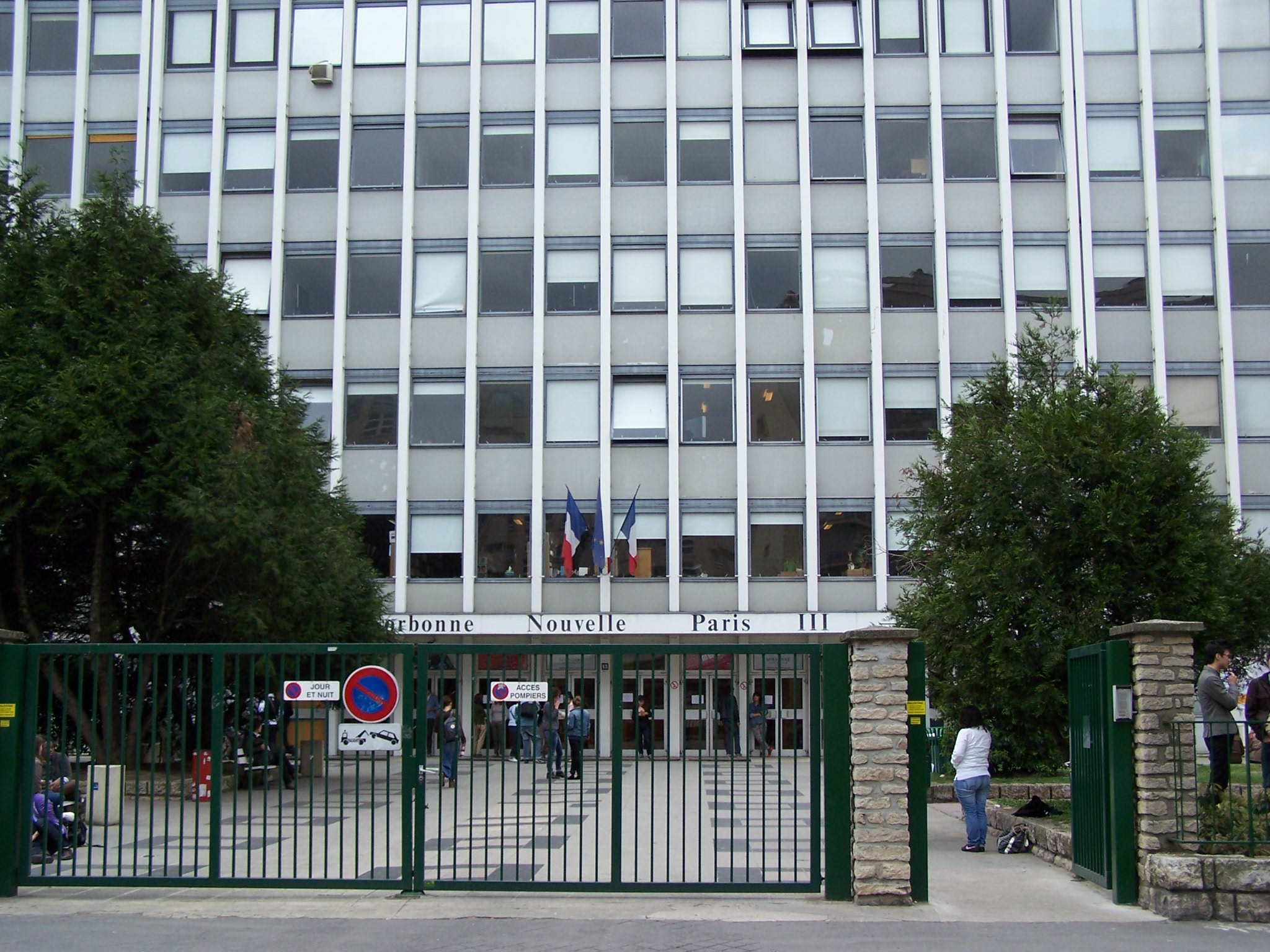
Entrée du Centre universitaire Censier.

- Le « Centre universitaire Censier » a abrité jusqu'en 2020 des composantes de l'université Paris III « Sorbonne Nouvelle » (dont la théâtrothèque Gaston Baty) qui ont déménagé vers le Campus Nation ; à partir de 2022, il abrite des parties des universités Panthéon-Assas et Sorbonne Université[2].